# Polyommatus hissarica
Polyommatus hissarica är en fjärilsart som beskrevs av Shchetkin 1963. Polyommatus hissarica ingår i släktet Polyommatus och familjen juvelvingar. Inga underarter finns listade i Catalogue of Life.